# Nesbitt, Northumberland
Nesbitt var en civil parish 1866–1955 när det uppgick i Stamfordham, i grevskapet Northumberland i England. Civil parish var belägen 21 km från Morpeth och hade 210 invånare år 1951.